# Christine Sinclair
Pour les articles homonymes, voir Sinclair.
Christine Sinclair, OC, de son nom complet Christine Margaret Sinclair, née le 12 juin 1983 à Burnaby (Colombie-Britannique) au Canada, est une joueuse de football internationale canadienne évoluant au poste d'attaquante. 
Le 29 janvier 2020, elle devient la meilleure buteuse de l'histoire du football féminin tous pays confondus en inscrivant deux buts lors d'un match qualificatif pour les Jeux Olympiques de Tokyo contre St Kitts et Nevis. Elle détient ainsi le record mondial de buts marqués en sélection avec 185 buts marqués en sélection et bat ainsi le record précédemment détenu par son ancienne rivale, l'Américaine Abby Wambach. 
Sélectionnée à 300 reprises pour 190 buts inscrits pour l'équipe de Canada de soccer dont elle est la capitaine, elle participe à quatre éditions des Jeux olympiques (2008, 2012, 2016 et 2020) ainsi qu'à 5 Coupes du monde (2003, 2007, 2011, 2015 et 2019). Avec sa sélection, elle remporte le Championnat féminin de la CONCACAF 2010 et deux médailles de bronze avec le Canada, aux Jeux olympiques de 2012 et de 2016, ainsi qu'une médaille d'or aux Jeux de  2020.
Elle est élue 14 fois joueuse canadienne de l'année et est nommée à six reprises pour le titre de meilleure joueuse de l'année par la FIFA. Elle est nommée parmi les quinze prétendantes au premier Ballon d'or féminin qui a eu lieu en 2018 (elle se classera 15e).
En 2012, elle gagne le trophée Lou Marsh récompensant le sportif canadien de l'année et le trophée Bobbie Rosenfeld attribuée à la meilleure sportive féminine canadienne de l'année. En 2013, elle est intronisée dans l'allée des célébrités canadiennes. En 2018, elle est faite officier de l'Ordre du Canada.

## Biographies

### Débuts
Christine Sinclair vient d'un milieu familial passionné par le soccer : son père, Bill, a longtemps joué sur des équipes amateurs. Sa mère, Sandra, participe à la fondation de la première ligue de soccer féminin dans Vancouver. Le frère de Christine, Michael, joue dans un championnat local (la Vancouver Metro Soccer League) pendant quelques années et deux de ses oncles, Bruce Gant et Brian Gant, sont d'anciens joueurs dans la North American Soccer League (NASL) et d'anciens internationaux canadiens. Elle est initiée au soccer à quatre ans et joue dans une équipe U7. À six ans, elle débute dans le Burnaby Girls Soccer Club en Colombie-Britannique. Elle est sélectionnée à onze ans sur l'équipe d'étoiles provinciales des moins de 14 ans (U-14). Elle mène son club Burnaby Girls Soccer à six titres de championnes locales, à cinq titres provinciaux, et l'équipe est deux fois classée parmi les cinq premières équipes de jeunes au niveau national canadien. Sinclair joue aussi pour son l'école secondaire Burnaby South où elle est étudiante. Elle mène l'équipe à trois championnats de ligue scolaire. 
Elle pratique également le basketball et évolue également à la position de deuxième but pour une équipe de baseball durant sa jeunesse . Plus tard, à l'adolescence, elle abandonne ce sport mais le baseball reste proche de son cœur car elle choisit de toujours porter le numéro 12 même au soccer : c'est le numéro de son joueur préféré, le joueur de deuxième but Roberto Alomar des Blue Jays de Toronto,.

### Parcours universitaire (2001-2005)
En 2000, plusieurs universités américaines tentent de recruter Christine Sinclair et lui offrent des bourses d'études, mais elle choisit l'Université de Portland. L'entraîneur des Portland Pilots à l'époque, Clive Charles, est un ami de longue date de la famille Sinclair.
À sa première saison universitaire en 2001, Christine Sinclair a un impact immédiat. Elle marque 23 buts et obtient huit passes. Elle est la meilleure des étudiantes de première année dans les buteuses de la division 1 de NCAA (National Collegiate Athletic Association) et elle est nommée recrue de l'année par le magazine Soccer America. En fin de saison elle est sélectionnée dans les joueuses étoiles All-America.
Dans la saison 2002, elle est la meilleure buteuse de toute la Division I de NCAA avec 26 buts. 
10 de ses 26 buts sont marqués lors des séries éliminatoires de son équipe. Elle marque les deux buts de son équipe contre l'Université de Santa Clara lors du match de championnat national NCAA permettant aux Pilots de Portland de triompher,. Sinclair est alors finaliste pour le Trophée Hermann, le trophée individuel le plus prestigieux au soccer universitaire américain. Elle est élue joueuse de l'année dans la West Coast Conference. Dans la foulée de son succès, elle est également nommée par le quotidien torontois Globe and Mail comme l'une des 25 personnes les plus influentes dans le sport canadien en 2002.
En 2003, Christine Sinclair choisit une année sabbatique, elle s'absente de son club universitaire et de l'université. Ceci afin de mieux se préparer en sélection nationale canadienne pour la Coupe du monde Féminine FIFA. « La Coupe du monde est quelque chose que vous attendez toute votre vie entière. Je veux être prête pour cela. »...« J'aimerai rien de mieux que de jouer un match de Coupe du monde à Portland. J'adore Portland. C'est ma deuxième maison. ».
Les critiques sont nombreuses chez les fans de Portland. Plusieurs se sentent abandonnés par la canadienne. Pourtant elle revient à Portland en 2004, marque 22 buts et est élue joueuse de l'année dans la West Coast conférence. Elle est nommée sur l'équipe d'étoiles All-American et remporte aussi le Trophée Hermann. L'équipe de Portland se comporte bien en saison régulière et remporte le championnat de Conférence de l'ouest. Toutefois Portland est éliminée 1-3 en quart-de-finale éliminatoire par les Irish de l'Université Notre Dame. Notre Dame se rend jusqu'à la finale et remporte le championnat national NCCA 2004.
En 2005, toujours à Portland, Christine Sinclair marque 39 buts et bat le record historique de Lisa Cole (37 buts). Elle conduit son équipe au titre national de la NCAA. Elle termine sa dernière année universitaire avec deux buts dans une victoire de 4-0 contre UCLA dans le match de championnat national NCAA. Cette performance lui donne un total en carrière de 25 buts en série éliminatoire NCAA également un record historique. Elle est de nouveau nommé joueuse de l'année dans la West Coast Conférence, devenant seulement le deuxième joueur dans l'histoire de la conférence à être ainsi honoré à trois reprises. Sinclair est également nommé Academic All-American de l'année par ESPN. Elle remporte le trophée Hermann une seconde fois devenant alors la troisième femme 
à réaliser cet exploit (elles sont maintenant cinq). Elle remporte également la Coupe Honda-Broderick décernée à la meilleure athlète NCAA tous sports confondus, rejoignant ainsi Mia Hamm et Cindy Daws.

### Parcours en W-League
En 2002, Christine Sinclair joue son été avec les Breakers de Vancouver de la W-League mais c'est trop. Dans la seule année 2002, elle joue dans plus de 56 matchs pour ses quatre équipes combinés : Pilots de Portland dans la NCAA, Breakers de Vancouver dans la W-League, l'équipe nationale canadienne des moins de 19 ans et l'équipe nationale sénior du Canada. 
En 2003, elle préfère ne pas participer à la saison du club de Vancouver ainsi qu'aux Jeux panaméricains.
Une fois sa carrière universitaire terminée, elle revient dans la W-League. En 2006, elle évolue comme attaquante avec les Whitecaps de Vancouver et marque 12 buts en 10 matchs. Elle aide les Whitecaps à remporter le championnat de la conférence de l'ouest (avec une fiche de 12 victoires, aucune défaite et un match nul) et mène l'équipe à une conquête du Championnat de la ligue. Sinclair est élue joueuse MVP du Championnat et nommé sur l'équipe d'étoile W-League.
En 2007 et 2008, en préparation pour la Coupe du monde et pour les Jeux Olympiques avec l'équipe nationale du Canada, Sinclair rejoint les Whitecaps que pour deux matchs et marque 3 buts,. Les Whitecaps ressentent l'absence de Sinclair, et des autres internationales canadiennes, et ont deux saisons difficiles.

### Parcours en WPS (2009-2011)
En 2009, lors de la création de la Women's Professional Soccer (WPS) Christine Sinclair est repêchée par le Football Club Gold Pride lors de la draft internationale à la 8e place. Sinclair devient immédiatement la meilleure attaquante de l'équipe avec six buts (la quatrième meilleure buteuse au classement de la ligue en 2009, ex-æquo avec Abby Wambach et Eniola Aluko), mais la franchise termine à la dernière position au classement sans pouvoir se qualifier pour les playoffs de fin de saison. Toutefois malgré cette contre-performance de son club, Sinclair est sélectionnée pour faire partie de l’Équipe Étoile WPS à la fin de l’année. Le 30 août 2009, elle marque les deux buts de la deuxième mi-temps lors du Match Étoile WPS contre Umeå IK à St-Louis, au Missouri. Le match se termine 4-2 en faveur de l'équipe d'Étoiles WPS.
À la suite de la dissolution du Sol de Los Angeles (la franchise vainqueure du championnat), le FC Gold Pride récupère notamment Marta via la draft de dispersion. Pour la saison 2010, Christine Sinclair joue donc en attaque avec la quadruple tenante du titre du trophée de meilleure footballeuse de l'année par la FIFA. Cette dernière termine meilleur buteuse de la ligue lors de la saison régulière avec 19 buts tandis que Sinclair marque 10 buts et termine meilleur passeuse avec 9 assistances (passes décisives). 
Le FC Gold Pride finit la saison régulière en tête avant de gagner le championnat en disposant en finale de l'Independence de Philadelphie sur le score de 4-0,.
Toutefois avec des pertes cumulés de 5 millions de dollars en deux saisons d'opération, le club cesse ses activités le 16 novembre 2010. Les deux attaquantes vedettes doivent se trouver un nouveau club pour la saison 2011.
Le 10 décembre 2010, Christine Sinclair signe avec le Flash de Western New York pour la saison 2011. Marta arrive à son tour peu de temps après.Pour une deuxième année consécutive, Sinclair et Marta joue ensemble à l'attaque aidé cette fois-ci par la jeune recrue Alex Morgan. Marta et Sinclair finissent en tête du classement des buteuses avec 10 buts chacune. Sinclair terminant aussi meilleure passeuse avec 8 assistances.
Le Flash termine en tête la saison régulière en tête avec deux défaites concédées seulement. Deux défaites concédées contre Philadelphie, équipe qu'elle retrouve en finale du championnat le 27 août. Christine Sinclair marque à la soixante-quatrième minute mais Amy Rodriguez égalise à la 88e minute. Le Flash remporte finalement le match en séance de tirs après prolongation. Ayant de nouveau marqué dans la séance de tirs au but, Sinclair est nommée MVP de la finale.
À la suite d'un conflit avec Dan Borislow le propriétaire du magicJack, la WPS décide de suspendre la saison. Elle ne joue donc pas en club en 2012.

### Parcours en NWSL (depuis 2013)
La National Women's Soccer League remplace la défunte WPS. Le 11 janvier 2013, elle est mise à disposition des Thorns FC de Portland.
Son équipe, dispute le match inaugural de ce championnat contre le FC Kansas City le 13 avril 2013. Sinclair marque sur penalty, le but de l'égalisation à 1-1. Pour la première saison d’existence de ce championnat, Sinclair dispute 20 des 22 matchs en saison régulière de son équipe pour 8 buts inscrits. Elle jouait en sélection lors des deux matchs manquants.
Elle est élue joueuse du mois en avril après avoir marqué deux buts et effectué une passe décisive en trois matchs. Elle remporte ainsi le premier trophée de joueuse du mois de l'histoire de cette ligue. Portland termine le championnat à la troisième place mais avec le même nombre de points (38) que le Flash de Western New York et le FC Kansas City. Son équipe dispute donc les séries éliminatoires. Les Thorns disposent en demi-finale, de Kansas City 3-2 après prolongation après avoir été menés 2-0 au bout de 25 minutes. La finale qui se déroule également à l'extérieur se déroule sur le terrain des Flash. Portland gagne ce match et le championnat sur le score de 2-0. Sinclair marquant le second but de son équipe dans les arrêts de jeu du match,. Elle est nommée dans la deuxième meilleur onze du championnat.
La saison 2014 se déroule avec un nouvel entraîneur, car Cindy Parlow a démissionné en fin d'année 2013 pour raisons personnelles. Elle est remplacée par Paul Riley. La saison régulière se termine comme à la précédente à la troisième place mais l'équipe doit attendre la dernière journée et une victoire 1-0 sur le Reign FC de Seattle, vainqueur de la saison régulière pour se qualifier pour les séries éliminatoires. Sinclair inscrit sept buts et effectue une passe décisive pour 23 matchs joués. Elle inscrit un triplé lors de la victoire 6-3 des Thorns contre les Breakers de Boston ce qui lui permet d'être élue joueuse de la semaine 15. Comme la saison précédente, les Thorns se déplacent à Kansas City pour les demi-finales. Cette fois-ci, il y a défaite et élimination sur le score de 0-2.

### Parcours en sélection nationale

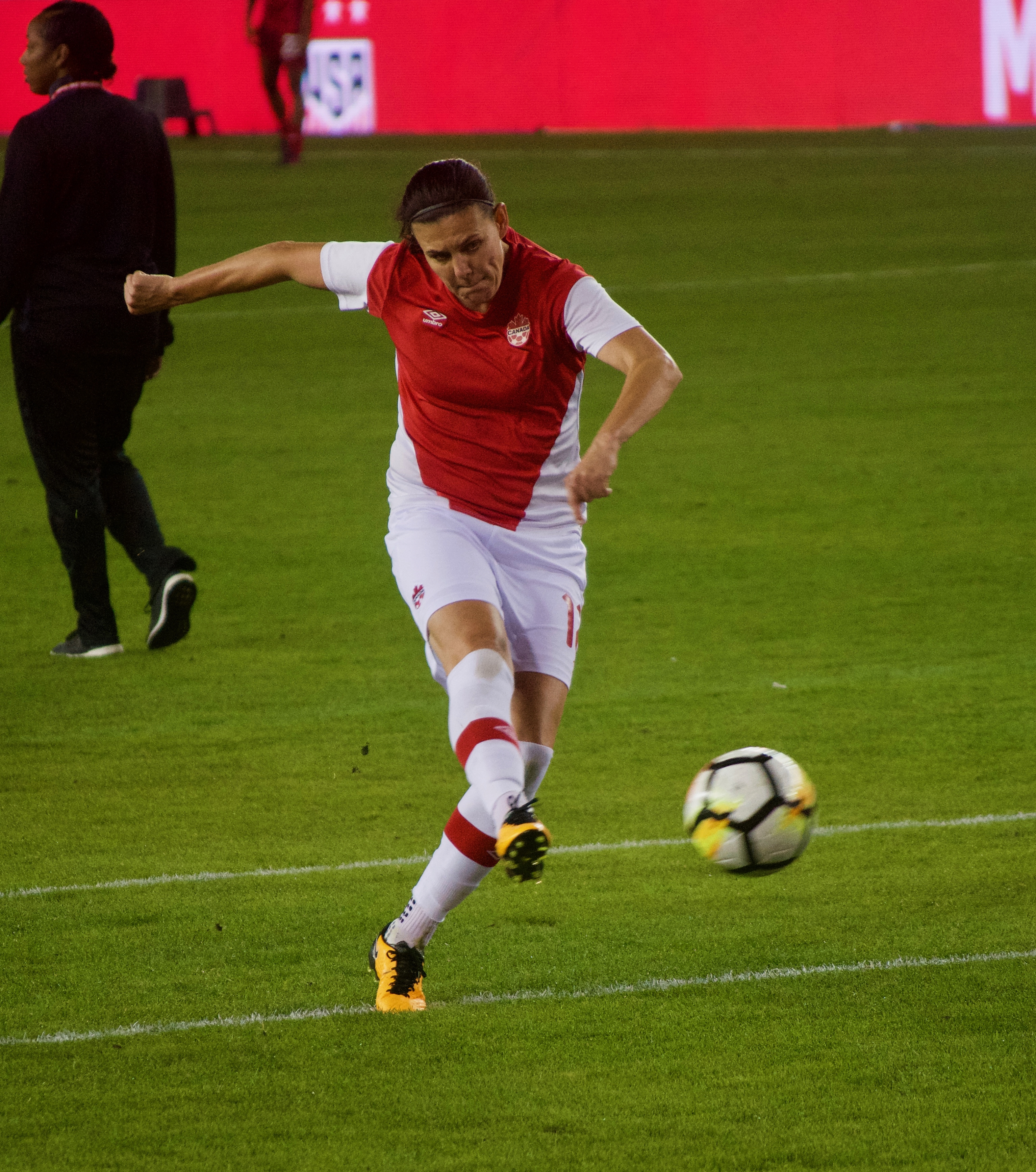
Sinclair à l'échauffement (2017).

Christine Sinclair joue pour l'équipe du Canada des moins de 18 ans avant de faire ses débuts à l'âge de 16 ans au niveau senior à l'Algarve Cup en mars 2000 (tournoi où elle marque trois buts). Elle inscrit neuf buts avant son dix-septième anniversaire.
La Coupe du monde des moins de 19 ans en 2002 va révéler Sinclair sur la scène internationale : Sinclair réussi cinq buts dans un même match, contre l'Angleterre, un record qui tient toujours, comme son total de buts pour l'ensemble du Mondial (10 buts). Elle vole même l'affiche à Marta (cette dernière marque six buts dans ce Mondial). Sinclair obtient le Ballon d'or et le Soulier d'or du mondial U-19 et la sélection canadienne se rend jusqu'en finale, pour perdre cruellement en prolongation contre les Américaines devant 47 784 supporters au Stade du Commonwealth à Edmonton.
En 2002, elle dispute la Gold Cup avec la sélection canadienne senior. Elle joue les trois matchs de poule gagnés facilement par son équipe (11-1 face à Haïti, 9-0 contre la Jamaïque et 3-0 face au Costa Rica) mais la compétition voit de nouveau les États-Unis battre les canadiennes en finale (2-1 a.p.). Le Canada se qualifie tout de même pour la coupe du monde 2003. La contribution de Sinclair à la coupe du monde 2003 (trois buts en six matchs) aide le Canada à obtenir sa qualification pour les quarts de finale. En quart-de-finale, elles créent la surprise en battant 1-0 la Chine et se qualifient pour les demi-finales. En revanche en demi-finale, l'équipe canadienne se fait éliminer 1-2 par la Suède . Cette Coupe du monde reste le meilleur résultat historique du Canada en terminant quatrième. 
En 2006, Christine Sinclair dispute sa deuxième Gold Cup qui s'achève comme la précédente sur une défaite 2-1 après prolongation contre les États-Unis (un penalty marqué par Kristine Lilly). Le Canada se qualifie toutefois pour la coupe du monde 2007 où le Canada se fait éliminer dans les arrêts de jeu du dernier match de poule contre l'Australie en se faisant égaliser à 2-2. Sinclair marque tout même 3 buts en 3 matchs lors de cette Coupe du monde Féminine dont un but à la 85e minute du match contre l'Australie.
Sinclair obtient sa 100e sélection en équipe nationale lors d'un match amical contre le Japon le 30 août 2007.
L'année 2007 permet à Christine Sinclair de disputer les Jeux panaméricains qu'elle avait mis de côté en 2003 pour raison de surmenage. Elle marque 8 buts en 6 matchs, et le Canada obtient une troisième place après une défaite contre les États-Unis en demi-finale. 
Sinclair participe aux Jeux olympiques d'été de 2008 où le Canada se fait éliminer en quart de finale, par les États-Unis sur une nouvelle défaite 2-1 après prolongation.
En 2010, Sinclair inscrit 6 buts et le Canada gagne le Championnat féminin de la CONCACAF à Cancún, au Mexique. Ce qui qualifie le Canada pour la Coupe du monde 2011. Remportant tour à tour les tournois de Chypre et de Rio, la Coupe du monde 2011 est une véritable déconvenue, ce tant pour Sinclair que pour la sélection canadienne. Sinclair blessée au nez dans le premier match est obligé de porter un masque durant tout le Mondial, ce qui la gêne dans son jeu. L'équipe canadienne plie bagage après la phase de groupes avec aucune victoire et un seul but marqué (celui de Sinclair lors du match contre l'Allemagne).
Lors des qualifications de la zone Concacaf en janvier 2012, Christine Sinclair inscrit deux buts en demi-finale contre le Mexique, permettant ainsi au Canada d'obtenir son ticket pour les Jeux olympiques de Londres.
Lors du tournoi féminin des jeux olympiques, le duo d'attaque qu'elle compose avec Melissa Tancredi s'avère prolifique puisque les deux joueuses marquent les six buts canadiens de la phase de poule (2 pour Sinclair, 4 pour Tancredi) achevée à la troisième place du groupe (1 victoire, 1 nul, 1 défaite). En quart de finale, elle inscrit un des deux buts de la victoire canadienne (2-0) contre la Grande-Bretagne sur coup franc. En demi-finale, dans le match contre les 
États-Unis, elle marque trois buts dans le temps réglementaire permettant à son équipe de mener à chaque fois au score, mais les américaines reviennent trois fois et s'imposent 4-3 dans la dernière minute des arrêts de jeu de la prolongation. À la fin du match, le Canada juge partial l'arbitrage de Christina Pedersen. Christine Sinclair est par la suite suspendue quatre matchs et écope de 3 500 dollars d'amende.
Les Canadiennes bien que dominées remportent la médaille de bronze en disposant de la France dans les arrêts de jeu du match. Sur le plan personnel, Sinclair totalise 6 buts durant le tournoi et remporte le Soulier d'or de la meilleure buteuse. Ses 6 buts constituent un nouveau record olympique du tournoi de soccer féminin. En signe de reconnaissance, Christine Sinclair porte le drapeau canadien à la tête de la délégation canadienne lors de la cérémonie de clôture des Jeux olympiques de Londres.
Sélectionnée de nouveau pour la Coupe du monde de 2015, elle est capitaine de l'équipe nationale. Elle joue l'intégralité des cinq matchs de l'équipe, marquant sur penalty l'unique but dans le match contre la Chine, et marquant également un but en quart de finale contre l'Angleterre. Christine Sinclair met fin à sa carrière à l'international en 2023 .

### Vie personnelle
Hors des terrains, Christine Sinclair est une personne discrète et humble en ce qui concerne les interviews. Cependant, elle sait révéler son caractère de meneuse dans les occasions les plus cruciales, comme en 2012 pendant les Jeux Olympiques de Londres, après la défaite contre les Etats-Unis qui amène les Canadiennes à se battre pour la médaille de bronze. Sinclair tiendra un discours pour rassembler ses joueuses, profitant d'un moment avec elles avant l'arrivée du coach dans les vestiaires. 
John Herdman, fraîchement promu coach après la cinglante débâcle de la campagne du mondial en 2011, qui verra l'éviction de l'ancienne coach italienne, Carolina Morace, brodera autour de Christine Sinclair une légende qui a permis à l'équipe de resserrer ses liens et retrouver l'amour du drapeau canadien. De ce fait, Sinclair est devenu le visage du soccer féminin au Canada. 
La bataille de son père Bill Sinclair contre le cancer de la prostate pendant 3 ans et son décès en août 2003 ont été un événement marquant dans la vie de Christine Sinclair. Elle aime être avec sa famille : sa mère et son frère. Sa mère, ayant eu un grave accident d'automobile, se véhicule maintenant en fauteuil roulant. Sa mère est atteinte de la sclérose en plaques. 
En 2018, Christine Sinclair reçoit l'Ordre du Canada au titre d'officier, pour ses accomplissements sportifs, son comportement exemplaire et l'inspiration qu'elle donne aux canadiens, notamment les nouvelles générations.  

## Statistiques

### Universitaire
| Saison                | Club                  | Championnat           | Championnat | Championnat | Championnat | Coupe(s) nationale(s) | Coupe(s) nationale(s) | Coupe(s) nationale(s) | Total | Total | Total |
| Saison                | Club                  | Division              | M.          | B.          | P.d.        | M.                    | B.                    | P.d.                  | M.    | B.    | P.d.  |
| 2001                  | Pilots de Portland    | NCAA                  | 24          | 23          | 8           | -                     | -                     | -                     | 24    | 23    | 8     |
| 2002                  | Pilots de Portland    | NCAA                  | 21          | 26          | 3           | -                     | -                     | -                     | 21    | 26    | 3     |
| 2004                  | Pilots de Portland    | NCAA                  | 24          | 22          | 11          | -                     | -                     | -                     | 24    | 22    | 11    |
| 2005                  | Pilots de Portland    | NCAA                  | 25          | 39          | 10          | -                     | -                     | -                     | 25    | 39    | 10    |
| Total sur la carrière | Total sur la carrière | Total sur la carrière | 94          | 110         | 32          | -                     | -                     | -                     | 94    | 110   | 32    |

### En club
| Saison                | Club                      | Championnat           | Championnat | Championnat | Coupe(s) nationale(s) | Coupe(s) nationale(s) | Séries | Séries | Total | Total |
| Saison                | Club                      | Division              | M.          | B.          | M.                    | B.                    | M.     | B.     | M.    | B.    |
| 2001                  | Breakers de Vancouver     | W-League              | 6           | 2           |                       |                       | -      | -      | 6     | 2     |
| 2002                  | Breakers de Vancouver     | W-League              | 4           | 7           |                       |                       | -      | -      | 4     | 7     |
| Sous-total            | Sous-total                | Sous-total            | 10          | 9           |                       |                       | -      | -      | 10    | 9     |
| 2006                  | Whitecaps de Vancouver    | W-League              | 10          | 12          |                       |                       | -      | -      | 10    | 12    |
| 2007                  | Whitecaps de Vancouver    | W-League              | 0           | 0           |                       |                       | -      | -      | 0     | 0     |
| 2008                  | Whitecaps de Vancouver    | W-League              | 1           | 2           |                       |                       | -      | -      | 1     | 2     |
| Sous-total            | Sous-total                | Sous-total            | 11          | 14          |                       |                       | -      | -      | 11    | 14    |
| 2009                  | FC Gold Pride             | WPS                   | 17          | 6           | -                     | -                     | -      | -      | 17    | 6     |
| 2010                  | FC Gold Pride             | WPS                   | 23          | 10          | -                     | -                     | 1      | 2      | 24    | 12    |
| Sous-total            | Sous-total                | Sous-total            | 40          | 16          | -                     | -                     | 1      | 2      | 41    | 18    |
| 2011                  | Flash de Western New York | WPS                   | 15          | 10          | -                     | -                     | 1      | 1      | 16    | 11    |
| Sous-total            | Sous-total                | Sous-total            | 15          | 10          | -                     | -                     | 1      | 1      | 16    | 11    |
| 2013                  | Thorns FC de Portland     | NWSL                  | 20          | 8           | -                     | -                     | 2      | 1      | 22    | 9     |
| 2014                  | Thorns FC de Portland     | NWSL                  | 23          | 7           | -                     | -                     | 1      | 0      | 24    | 7     |
| 2015                  | Thorns FC de Portland     | NWSL                  | 9           | 2           | -                     | -                     | -      | -      | 9     | 2     |
| 2016                  | Thorns FC de Portland     | NWSL                  | 11          | 6           | -                     | -                     | 1      | 1      | 12    | 7     |
| 2017                  | Thorns FC de Portland     | NWSL                  | 24          | 8           | -                     | -                     | 2      | 1      | 26    | 9     |
| 2018                  | Thorns FC de Portland     | NWSL                  | 24          | 9           | -                     | -                     | 2      | 0      | 26    | 9     |
| 2019                  | Thorns FC de Portland     | NWSL                  | 17          | 9           | -                     | -                     | 1      | 0      | 18    | 9     |
| 2020                  | Thorns FC de Portland     | NFS                   | 4           | 6           | 6                     | 0                     | -      | -      | 10    | 6     |
| 2021                  | Thorns FC de Portland     | NWSL                  | 15          | 5           | 3                     | 2                     | 1      | 0      | 19    | 7     |
| 2022                  | Thorns FC de Portland     | NWSL                  | 14          | 5           | 5                     | 1                     | 2      | 0      | 21    | 6     |
| 2023                  | Thorns FC de Portland     | NWSL                  | 19          | 3           | 2                     | 0                     | 1      | 0      | 22    | 3     |
| 2024                  | Thorns FC de Portland     | NWSL                  | 15          | 2           | 0                     | 0                     | 0      | 0      | 15    | 2     |
| Sous-total            | Sous-total                | Sous-total            | 195         | 70          | 16                    | 3                     | 13     | 3      | 224   | 76    |
| Total sur la carrière | Total sur la carrière     | Total sur la carrière | 271         | 119         | 16                    | 3                     | 15     | 6      | 302   | 128   |

- https://web.archive.org/web/20020810111819/http://www.vancouverbreakers.com/2001stats.html
- https://web.archive.org/web/20021004035054/http://www.vancouverbreakers.com/stats.html
- https://web.archive.org/web/20121018142812/http://www.uslsoccer.com/teams/2006/22395.html
- https://web.archive.org/web/20150119053633/http://www.uslsoccer.com/teams/2007/22395.html
- https://web.archive.org/web/20140104042242/http://www.uslsoccer.com/teams/2008/roster/22395.html
- https://web.archive.org/web/20081012030433/http://www.uslsoccer.com/stats/2008/651206.html

### En sélection
| Sélection | Année | Statistiques | Statistiques | Statistiques |
| Sélection | Année | Matchs       | Buts         | Passes       |
| --------- | ----- | ------------ | ------------ | ------------ |
| Canada    | 2000  | 18           | 15           | 0            |
| Canada    | 2001  | 12           | 6            | 0            |
| Canada    | 2002  | 10           | 11           | 4            |
| Canada    | 2003  | 17           | 11           | 3            |
| Canada    | 2004  | 9            | 6            | 0            |
| Canada    | 2005  | 7            | 4            | 0            |
| Canada    | 2006  | 17           | 13           | 4            |
| Canada    | 2007  | 13           | 16           | 4            |
| Canada    | 2008  | 22           | 13           | 2            |
| Canada    | 2009  | 7            | 4            | 1            |
| Canada    | 2010  | 16           | 13           | 10           |
| Canada    | 2011  | 20           | 8            | 4            |
| Canada    | 2012  | 22           | 23           | 6            |
| Canada    | 2013  | 13           | 4            | 0            |
| Canada    | 2014  | 11           | 1            | 0            |
| Canada    | 2015  | 18           | 10           | 4            |
| Canada    | 2016  | 18           | 7            | 4            |
| Canada    | 2017  | 12           | 4            | 7            |
| Canada    | 2018  | 12           | 8            | 1            |
| Canada    | 2019  | 15           | 6            | 2            |
| Canada    | 2020  | 7            | 3            | 0            |
| Canada    | 2021  | 12           | 2            | 0            |
| Canada    | 2022  | 11           | 2            | 0            |
| Canada    | 2023  | 12           | 1            | 0            |
| Total     | Total | 331          | 190          | 56           |

## Palmarès

### En équipe nationale
- Médaille d'or aux Jeux panaméricains : 2011
- Médaille d'or lors du Championnat féminin de la CONCACAF : 2010
- Médaille d'argent à la Coupe du monde de football féminin des moins de 19 ans : 2002
- Médaille d'argent lors du Championnat féminin de la CONCACAF : 2002, 2006 et 2018
- Médaille de bronze aux Jeux olympiques : 2012
- Médaille de bronze aux Jeux olympiques : 2016
- Médaille d'or  aux Jeux olympiques : 2020 (2021)

### En club

#### Pilots de Portland
- Championnat national NCAA : 2002 et 2005
- Championnat de la West Coast Conference : 2004 et 2005

#### Whitecaps de Vancouver
- Championnat de la W-League : 2006[84]

#### FC Gold Pride
- Championnat de la Women's Professional Soccer : 2010

#### Flash de Western New York
- Championnat de la Women's Professional Soccer : 2011

#### Thorns FC de Portland
- Championnat de la National Women's Soccer League : 2013 et 2017

### Distinctions personnelles
- Meilleure joueuse et meilleure buteuse de la Coupe du monde de football féminin des moins de 20 ans : 2002
- Trophée Hermann (NCAA) : 2004 et 2005
- Freshman of the Year par Soccer America magazine : 2005
- Coupe Honda (meilleur athlète NCAA de l'année tous sports confondus) : 2005
- College woman athlete of the year : 2005[85]
- Joueuse canadienne de l'année (ACS)[86] : 2000, 2004, 2005, 2006, 2007, 2008, 2009, 2010, 2011, 2012, 2013, 2014, 2016 et 2018
- Nommée joueuse mondiale de l'année (World Player of the Year) par la FIFA : 2005, 2006, 2007, 2008, 2010, 2012 et 2016[87]
- MVP de la finale du Women's Professional Soccer : 2011
- Élue parmi le Best XI of 2011[88].
- Trophée Lou Marsh (sportif canadien de l'année) : 2012
- Bobbie Rosenfeld Award (sportive canadienne de l'année) : 2012
- Queen Elizabeth II Diamond Jubilee Medal : 2012
- Soulier d'or de la meilleure buteuse aux jeux olympiques de Londres 2012
- Allée des célébrités canadiennes : 2013
- Officier de l'Ordre du Canada : 2018[89]
- Meilleure buteuse canadienne de tous les temps en sélection nationale
- Record de buts marqués (39) dans une saison NCAA : 2005